# Campionato mondiale femminile under 18 di pallavolo 2003
L'VIII campionato mondiale pre-juniores di pallavolo femminile si è svolto dal 9 al 17 ottobre 2003 a Piła, in Polonia. Alla competizione hanno partecipato 16 squadre nazionali pre-juniores e la vittoria finale è andata per la seconda volta consecutiva alla Cina.

## Squadre partecipanti
| - Brasile - Bielorussia - Cina - Croazia - Egitto - Giappone - Italia - Kenya | - Polonia - Rep. Ceca - Russia - Serbia e Montenegro - Stati Uniti - Taipei cinese - Ungheria - Venezuela |

## Gironi
| Girone A                                    | Girone B                         | Girone C                           | Girone D                                  |
| ------------------------------------------- | -------------------------------- | ---------------------------------- | ----------------------------------------- |
| Croazia Kenya Serbia e Montenegro Venezuela | Egitto Polonia Russia Thailandia | Cina Italia Taipei cinese Ungheria | Bielorussia Brasile Rep. Ceca Stati Uniti |

## Seconda fase

### Play-off a 8

#### Squadre qualificate
- Italia
- Polonia
- Stati Uniti
- Thailandia

## Fase finale

### Finali 1º e 3º posto
|  | Quarti      | Quarti  |             |             | Semifinale | Semifinale |  |  | Finale | Finale |
|  |             |         |             |             |            |            |  |  |        |        |
|  |             |         |             |             |            |            |  |  |        |        |
|  |             |         |             |             |            |            |  |  |        |        |
|  | Stati Uniti | 3       |             |             |            |            |  |  |        |        |
|  | Stati Uniti | 3       |             |             |            |            |  |  |        |        |
|  | Russia      | 2       |             |             |            |            |  |  |        |        |
|  | Russia      | 2       | Stati Uniti | 0           |            |            |  |  |        |        |
|  |             |         | Stati Uniti | 0           |            |            |  |  |        |        |
|  |             | Italia  | 3           |             |            |            |  |  |        |        |
|  | Italia      | Italia  | 3           | 3           |            |            |  |  |        |        |
|  | Italia      |         |             | 3           |            |            |  |  |        |        |
|  | Croazia     | 2       |             |             |            |            |  |  |        |        |
|  | Croazia     | 2       | Italia      | 2           |            |            |  |  |        |        |
|  |             |         | Italia      | 2           |            |            |  |  |        |        |
|  |             | Cina    | 3           |             |            |            |  |  |        |        |
|  | Thailandia  | Cina    | 3           | 1           |            |            |  |  |        |        |
|  | Thailandia  |         |             | 1           |            |            |  |  |        |        |
|  | Brasile     | 3       |             |             |            |            |  |  |        |        |
|  | Brasile     | 3       | Cina        | 3           | 3º posto   | 3º posto   |  |  |        |        |
|  |             |         | Cina        | 3           | 3º posto   | 3º posto   |  |  |        |        |
|  |             | Brasile | 2           |             |            |            |  |  |        |        |
|  | Cina        | Brasile | 2           | 3           | Brasile    | 3          |  |  |        |        |
|  | Cina        |         |             | 3           | Brasile    | 3          |  |  |        |        |
|  | Polonia     | 0       |             | Stati Uniti | 1          |            |  |  |        |        |
|  | Polonia     | 0       |             |             | 1          |            |  |  |        |        |
|  |             |         |             |             |            |            |  |  |        |        |
|  |             |         |             |             |            |            |  |  |        |        |

### Finali 5º e 7º posto
|  | Semifinali | Semifinali | Semifinali |         |            | Finale 5º/6º posto | Finale 5º/6º posto | Finale 5º/6º posto |  |
|  |            |            |            |         |            |                    |                    |                    |  |
|  | Russia     | Russia     | 0          |         |            |                    |                    |                    |  |
|  | Russia     | Russia     | 0          |         |            |                    |                    |                    |  |
|  | Croazia    | Croazia    | 3          |         |            |                    |                    |                    |  |
|  | Croazia    | Croazia    | 3          |         | Thailandia | Thailandia         | 1                  |                    |  |
|  |            |            |            |         | Thailandia | Thailandia         | 1                  |                    |  |
|  |            |            | Croazia    | Croazia | 3          |                    |                    |                    |  |
|  | Thailandia | Thailandia | Croazia    | Croazia | 3          | 3                  |                    |                    |  |
|  | Thailandia | Thailandia |            |         |            | 3                  |                    |                    |  |
|  | Polonia    | Polonia    | 1          |         |            | Finale 7º/8º posto | Finale 7º/8º posto | Finale 7º/8º posto |  |
|  | Polonia    | Polonia    | 1          |         |            |                    |                    |                    |  |
|  |            |            |            |         |            |                    |                    |                    |  |
|  |            |            |            |         |            | Russia             | Russia             | 3                  |  |
|  |            |            |            |         |            | Russia             | Russia             | 3                  |  |
|  |            |            |            |         |            | Polonia            | Polonia            | 1                  |  |

## Classifica finale
| Classifica | Squadre             |
| ---------- | ------------------- |
|            | Cina                |
|            | Italia              |
|            | Brasile             |
| 4          | Stati Uniti         |
| 5          | Croazia             |
| 6          | Thailandia          |
| 7          | Russia              |
| 8          | Polonia             |
| 9          | Serbia e Montenegro |
| 9          | Rep. Ceca           |
| 9          | Taipei cinese       |
| 9          | Venezuela           |
| 13         | Bielorussia         |
| 13         | Kenya               |
| 13         | Egitto              |
| 13         | Ungheria            |